# Тодор Љ. Поповић
Тодор Љ. Поповић (Ратковић, 30. јануар 1870 — 29. април 1957) био је српски књижевник, комедиограф, песник и новинар. Припада правцу реализма у српској књижевности.

## Биографија
Породица је пореклом из Требиња, а његов отац Љубомир је био пољопривредник и пријатељ књижевника Ђуре Јакшића. Тодор је завршио гимназију у Крагујевцу, и права на Великој школи у Београду 1893. године. Оженио је Олгу Марковић, и радио као чиновник и адвокат, поред писања. Пред крај живота као и његов отац бавио се воћарством.

## Дела
- Гила - новела из сеоског живота (1901)[2]
- Моја сестра - новела (1903)
- Милорад Ј. Митровић - сепарат (1935)
- Вагон друге класе дневног пунтничког воза Ниш-Београд (1951)[3][4]